# Ольгівка (Бериславський район)
О́льгівка — село в Україні, у Тягинській сільській громаді Бериславського району Херсонської області. Населення становить 1266 осіб.

## Населення

### Мовний склад
Рідна мова населення за даними перепису 2001 року:
| Мова            | Кількість | Відсоток |
| --------------- | --------- | -------- |
| українська      | 1159      | 91.54%   |
| російська       | 101       | 7.98%    |
| румунська       | 2         | 0.16%    |
| білоруська      | 2         | 0.16%    |
| угорська        | 1         | 0.08%    |
| інші/не вказали | 1         | 0.08%    |
| Усього          | 1266      | 100%     |

## Географія
На південній околиці села річка Річище впадає у річку Козацьку.

## Народились
- Василь Мелещенко (12 лютого 1947) — український письменник, поет, прозаїк, тележурналіст. Заслужений працівник культури України (2002).
- Юрій Саврась (нар. 4 серпня 1968 — пом. 13 липня 2023, Новомихайлівка, Донецька область) — український вояк, солдат 79 ОДШБр. Загинув 13 липня 2023 року в бою з російськими окупантами[3][4].